# 픽사 스토리
《픽사 스토리》(The Pixar Story)는 픽사 애니메이션 스튜디오의 역사를 담은 다큐멘터리 영화이다. 이 영화는 레슬리 아이웍스(Leslie Iwerks)가 감독하여 2007년 소노마 국제 영화제에서 먼저 공개되었으며, 극장에서는 짧은 기간 동안 개봉되었고 이후 2008년 4월 22일 미국의 케이블 텔레비전 채널 스타즈를 통해 방송되었다.
대한민국에서는 EBS를 통해 《다큐 10》에서 2008년 7월 23일과 24일에, 영국에서는 BBC Two를 통해 2009년 12월 27일 방송되었다.

## 개요
픽사 애니메이션 스튜디오의 설립 초기에서 성장까지 이르는 성공 과정을 담은 연대기이다.

## 주요 인터뷰 대상자
- 팀 앨런 – 버즈 라이트이어의 성우
- 브래드 버드 – 영화감독
- 에드윈 캣멀 – 최고기술책임자
- 빌리 크리스탈 – 《몬스터 주식회사》와 《몬스터 대학교》의 캐릭터인 마이크의 성우
- 마이클 아이스너 – 월트 디즈니 컴퍼니의 전 CEO
- 톰 행크스 – 우디의 성우
- 밥 아이거 – 월트 디즈니 컴퍼니의 CEO
- 스티브 잡스 – 픽사의 주요 투자자이자 공동설립자
- 존 래시터 – 픽사의 공동설립자
- 조지 루카스 – 루카스필름의 설립자이자 픽사의 초기 설립자